# Nathan Collins
Nathan Michael Collins (* 30. dubna 2001 Leixlip) je irský profesionální fotbalista, který hraje na pozici středního obránce za anglický klub Brentford FC a za irský národní tým.

## Klubová kariéra
Collins se narodil ve městě Leixlip v hrabství Kildare. Collins začal hrát fotbal v místním klubu Cherry Orchard, ve kterém začínali i jeho otec David a strýc Eamonn.

### Stoke City
V lednu 2016 se připojil k akademii anglického klubu Stoke City. Collins debutoval v dresu Stoke City 9. dubna 2019 v ligovém zápase proti Swansea City, když v 64. minutě vystřídal Benika Afobeho. V základní sestavě Potters se poprvé objevil o deset dní později, když odehrál celé utkání proti Middlesbrough na Riverside Stadium ve stoperské trojici s kapitánem Dannym Batthem a Ashleym Williamsem. V sezóně 2019/20 nastoupil do ještě jedno utkání, a to proti Norwichi. V červenci 2019 podepsal Collins s klubem nový pětiletý kontrakt.
Collins se na začátku sezóny 2019/20 objevil po boku Battha několikrát v základní sestavě a 13. srpna, v zápase prvního kola EFL Cupu proti Wiganu, vedl tým dokonce jako kapitán, čímž se stal historicky nejmladším kapitánem klubu, a svým premiérovým gólem v dresu Potters zajistil postup po výhře 1:0. O jedenáct dní později odehrál celý ligový zápas proti Leedsu United s kapitánskou páskou, nicméně následně vypadl ze sestavy. Na hřiště se vrátil až 24. září, kdy se objevil v základní sestavě svého týmu ve třetím kole ligového poháru proti Crawley Town. V 62. minutě utkání byl poprvé ve své kariéře vyloučen, a to když za faul na Panutche Camaru obdržel přímou červenou kartu. Collins ve zbytku sezóny nenastupoval pravidelně, přednost před ním zpravidla dostával Liam Lindsay či velšský reprezentant James Chester. V sezóně 2019/20 odehrál Collins dohromady 17 utkání, ve kterých vstřelil 1 branku.
Collins se v říjnu 2020 stal stabilním členem základní sestavy klubu. Z ní vypadl až v únoru 2021 kvůli zlomeniny chodidla, kterou si přivodil v ligovém střetnutí s Norwichem City. Zranění jej vyřadilo ze hry až do konce sezóny, ve které stihl odehrát celkem 27 utkání a vstřelit dvě branky.

### Burnley
Dne 24. června 2021 přestoupil Collins do prvoligového Burnley za částku okolo 14 milionů euro; v klubu podepsal čtyřletý kontrakt. V dresu Clarets debutoval 25. srpna v zápase EFL Cupu proti Newcastle United, když ve stoperské dvojici s kapitánem Benem Meem pomohl udržet čisté konto při bezbrankové remíze; Burnley postoupilo po penaltovém rozstřelu. Svůj první zápas v Premier League Collins odehrál, při absenci kapitána Meeho, 2. října a Burnley při jeho přítomnosti opět neinkasovalo, když remizovalo 0:0 s Norwichem City. Do základní sestavy nadobro pronikl až v březnu následujícího roku, a to díky zranění Bena Meeho, které jej vyřadilo ze hry až do konce sezóny. Collins tak vytvořil stoperskou dvojici s Jamesem Tarkowskim. Svůj první gól v dresu Burnley vstřelil 6. dubna, a to při ligové výhře 3:2 nad Evertonem. V základní sestavě Burnley vydržel i po odchodu trenéra Seana Dyche v dubnu 2022. Střelecky se Collins znovu prosadil 21. dubna v zápase proti Southamptonu, které skončilo výhrou Clarets 2:0. I přes povedené individuální výkony nedokázal Collins zabránit sestupu Burnley do EFL Championship.

### Wolverhampton Wanderers
Dne 12. července 2022 přestoupil Collins, po sestupu s Burnley, do Wolverhamptonu Wanderers, který hrál nejvyšší anglickou soutěž, a to za částku okolo 24 milionů euro, čímž se stal historicky nejdražším irským fotbalistou, když překonal rekord Damiena Duffa z roku 2003. V klubu podepsal pětiletý kontrakt. Svého debutu v dresu Wolves se dočkal hned v prvním kole sezóny 2022/23 proti Leedsu United, když trenér Bruno Lage jej zařadil do základní sestavy po boku Maxe Kilmana. Zápas skončil prohrou Wolves 1:2.

## Reprezentační kariéra
Collins vedl irský reprezentační výběr do 17 let na mistrovství Evropy v roce 2018 jako kapitán. Po postupu ze základní sestavy Irsko vypadlo ve čtvrtfinále po penaltovém rozstřelu s Nizozemskem.
Collins byl do irské reprezentace poprvé povolán v říjnu 2021. Svůj reprezentační debut si odbyl 12. října, když v 77. minutě přátelského utkání proti Kataru vystřídal Shanea Duffyho. Svůj první soutěžní zápas v reprezentačním dresu odehrál 4. června 2022, když se objevil v základní sestavě zápasu Ligy národů proti Arménii ve stoperské trojici s Duffym a Johnem Eganem. 14. června vstřelil Collins svůj první reprezentační gól, a to při remíze 1:1 proti Ukrajině ve stejné soutěži.

## Statistiky

### Klubové
K 8. srpnu 2022
| Klub                    | Sezóna  | Liga           | Liga   | Liga | FA Cup | FA Cup | EFL Cup | EFL Cup | Celkem | Celkem |
| Klub                    | Sezóna  | Liga           | Zápasy | Góly | Zápasy | Góly   | Zápasy  | Góly    | Zápasy | Góly   |
| ----------------------- | ------- | -------------- | ------ | ---- | ------ | ------ | ------- | ------- | ------ | ------ |
| Stoke City              | 2018/19 | Championship   | 3      | 0    | 0      | 0      | 0       | 0       | 3      | 0      |
| Stoke City              | 2019/20 | Championship   | 14     | 0    | 1      | 0      | 2       | 1       | 17     | 1      |
| Stoke City              | 2020/21 | Championship   | 21     | 1    | 1      | 0      | 4       | 0       | 26     | 1      |
| Stoke City              | Celkem  | Celkem         | 38     | 1    | 2      | 0      | 6       | 1       | 46     | 2      |
| Burnley                 | 2021/22 | Premier League | 19     | 2    | 0      | 0      | 3       | 0       | 22     | 2      |
| Wolverhampton Wanderers | 2022/23 | Premier League | 1      | 0    | 0      | 0      | 0       | 0       | 1      | 0      |
| Celkem                  | Celkem  | Celkem         | 58     | 3    | 2      | 0      | 9       | 1       | 69     | 4      |

### Reprezentační
K 14. červnu 2022
| Irsko  | Irsko  | Irsko |
| Rok    | Zápasy | Góly  |
| ------ | ------ | ----- |
| 2021   | 1      | 0     |
| 2022   | 5      | 1     |
| Celkem | 6      | 1     |

#### Reprezentační góly
Skóre a výsledky Irska jsou vždy zapisovány jako první.
| Gól | Datum           | Místo                             | Soupeř   | Skóre | Výsledek | Soutěž                   |
| --- | --------------- | --------------------------------- | -------- | ----- | -------- | ------------------------ |
| 1.  | 14. června 2022 | Stadion Miejski ŁKS, Łódź, Polsko | Ukrajina | 1:0   | 1:1      | Liga národů UEFA 2022/23 |